# Kinixys erosa
Espèce
Synonymes
- Testudo erosa Schweigger, 1812
- Kinixys castanea Bell, 1827

Statut de conservation UICN

 DD  : Données insuffisantes
Statut CITES
Kinixys erosa est une espèce de tortues de la famille des Testudinidae. Vernaculairement (noms communs), on parle de Cinixys rongée, ou de tortue articulée des forêts.

## Description
Elle est plus grande que sa cousine K. homeana avec une longueur habituelle de 16 à 32 cm et un maximum vers 40 cm. La carapace est couverte d’écailles. La dossière est modérément bombée et mobile dans sa partie postérieure, l’articulation étant bien visible chez les adultes entre les septième et huitième écailles marginales. Le rebord externe des écailles marginales antérieures et postérieures est relevé et pointu, donnant un aspect dentelé, qui est très marqué chez les jeunes individus. Plusieurs espèces du genre ont cette caractéristique. Le plastron est rigide. Comme sa cousine, elle possède 5 griffes aux pattes avant et 4 à celles arrière. La coloration de la dossière est brun foncé avec souvent une bande jaunâtre le long de la partie inférieure des écailles costales. Le plastron est jaunâtre avec des tâches brun foncé plus ou moins grandes. À savoir que K. erosa, contrairement à K. homeana, ne possède pas d’écaille nuchale, bien que cela soit un critère un peu difficile, il est fiable. La cinixys rongée est essentiellement active la nuit ou après de fortes pluies. Elle se cache dans des débris végétaux sur le sol, ou des cavités du sol. Son alimentation est constituée de plantes, champignons, et de divers invertébrés comme des escargots et des vers. 

## Répartition
Cette espèce se rencontre en Angola, au Bénin, au Burkina Faso, au Cameroun, en Centrafrique, au Congo-Kinshasa, au Congo-Brazzaville, en Côte d'Ivoire, au Gabon, en Gambie, au Ghana, en Guinée, en Guinée équatoriale, au Liberia, au Nigeria, au Rwanda, au Sénégal, en Sierra Leone et en Ouganda. C'est une espèce de forêts, dense à clairsemées. 
Sa présence est incertaine en Guinée-Bissau et au Togo.

## Publication originale
- Schweigger, 1812 : Prodromus monographiae Cheloniorum. Königsberger Archiv für Naturwissenschaftliche und Mathematik, vol. 1, p. 271–368 & 406–458.